# Batterie (armement)
Pour les articles homonymes, voir Batterie.
 (août 2024).

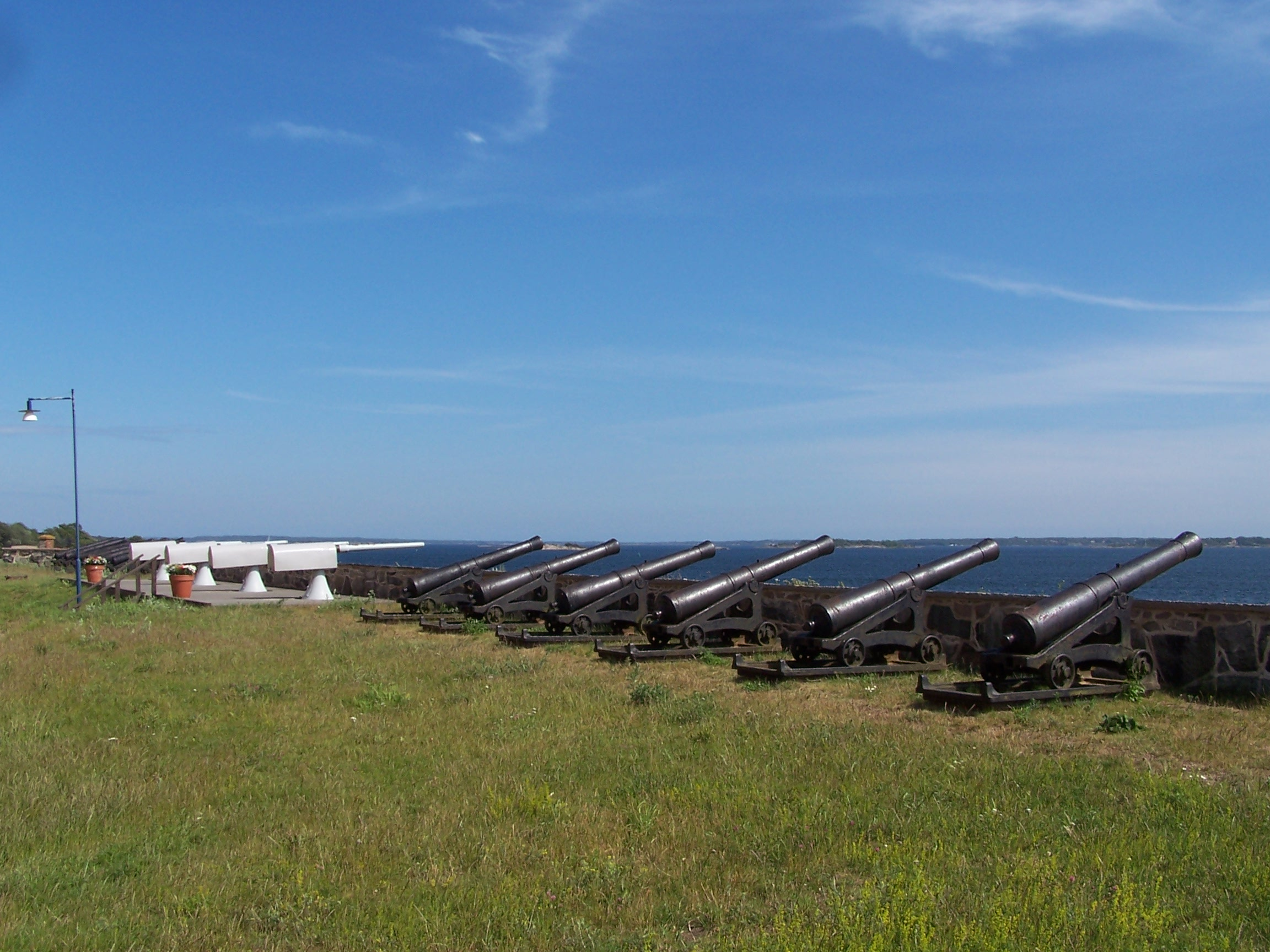
Canons disposés en batterie à barbette, au bastion Kungshall du port naval de Karlskrona en Suède.

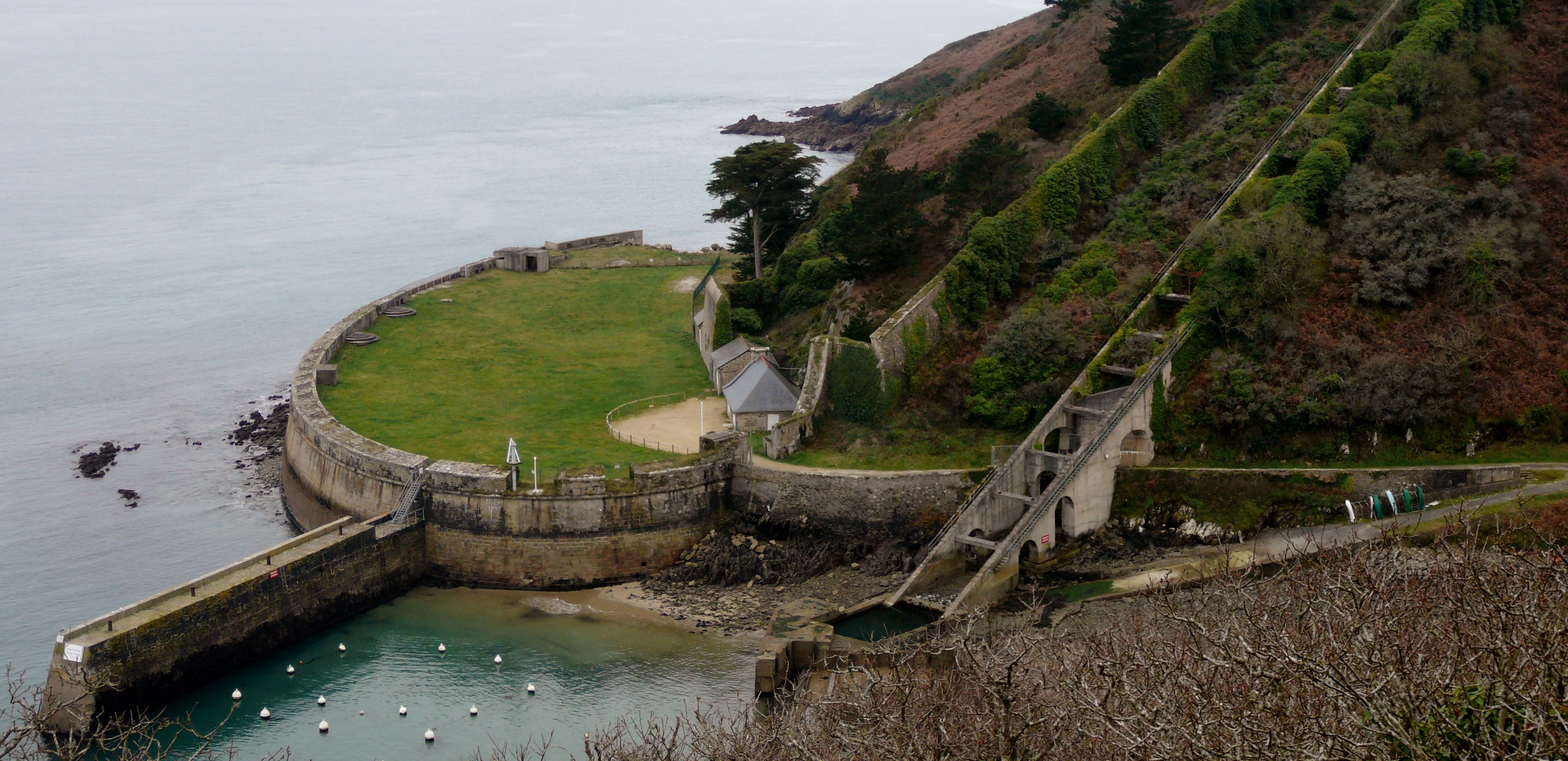
En période de guerre, la batterie basse du fort du Mengant était armée de 40 canons de marine en embrasure. Sa forme semi-circulaire permettait d'étendre leur champ de tir.

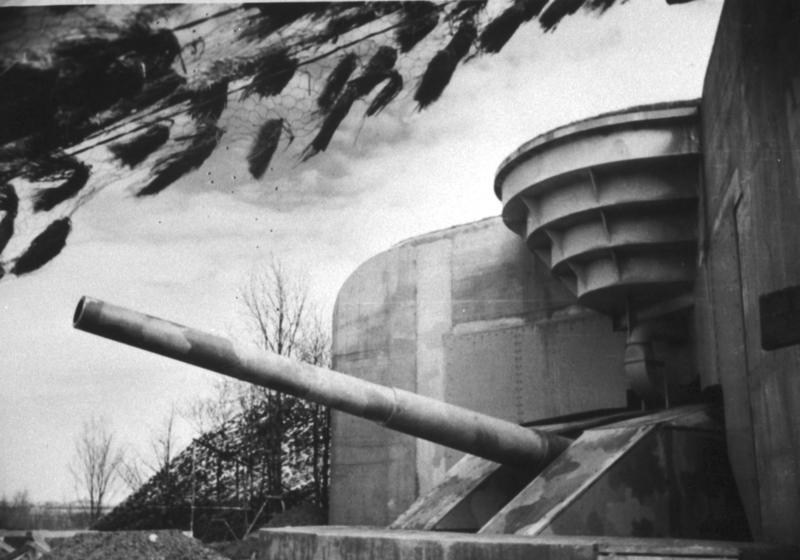
Un des canons allemands de 36 cm de la batterie Todt sur le mur de l'Atlantique.

Dans le domaine militaire, une batterie est une unité d'artillerie désignant un petit groupe de pièces (canon, mortier, obusier, etc) destinées à lancer des projectiles à une grande distance. Sur le théâtre des opérations terrestres, les batteries sont généralement regroupées en unités plus importantes appelées bataillons ou groupes, qui sont à leur tour regroupées au sein d'un régiment ou d'une brigade d'artillerie ou d'armes combinées[réf. souhaitée].

## Histoire
Le terme est employé pour la première fois en 1381 durant la guerre entre Ferdinand Ier de Portugal et Henri II de Castille lorsque les troupes du Royaume du Portugal utilisèrent des canons côtiers pour défendre Lisbonne de la flotte navale castillane.
Il fut par la suite popularisé lors des grandes découvertes au XVIe siècle. Durant les guerres napoléoniennes, les canons, aussi bien terrestres que côtiers, étaient parfois regroupés pour former une grande batterie sous le commandement d'un général d'artillerie.
Ce terme a également été utilisé en 1914-1918 pour désigner les premiers chars de combat qui étaient groupés par batteries et non pas par escadrons (terme de cavalerie), car à l'époque les chars étaient rattachés à l'artillerie sous la forme d'artillerie spéciale.
Le terme a ensuite été utilisé pour désigner des ouvrages défensifs abritant des pièces d'artillerie (exemple : Batterie des Carrières de la deuxième ceinture de Lyon). Durant la Seconde Guerre mondiale, les batteries désignaient les installations défensives allemandes construites le long du mur de l'Atlantique en vue d'empêcher un débarquement des Alliés.